# Euphorbia alainii
Euphorbia alainii är en törelväxtart som beskrevs av Robertus Cornelis Hilarius Maria Oudejans. Euphorbia alainii ingår i släktet törlar, och familjen törelväxter. Inga underarter finns listade i Catalogue of Life.